# György Jánosházy
György Jánosházy (Cluj-Napoca, 20 de juny de 1922 - Târgu Mureș, 19 de febrer de 2015) fou un poeta, traductor i crític literari hongarés de Transsilvània.
Després dels estudis secundaris al Col·legi Unitari de Cluj-Napoca (1942), es llicencià en dret el 1946 pel Bolyai Farkas Líceum, un centre universitari en llengua hongaresa de Târgu Mureș, i obtingué el títol de l'Escola d'Arts Escèniques Szentgyörgy István (de la qual seria director el 1952) en la mateixa ciutat. Del 1943 al 1945 treballà d'empleat en el Banc d'Estalvis i Crèdits a Cluj-Napoca; després, del 1945 al 1948 fou redactor en cap de les revistes Erdély i Igazság, director de l'Òpera Estatal Hongaresa de Cluj-Napoca (1949-1958), i director de la revista d'art Művészet a Târgu Mureș el 1958; tornat a Cluj-Napoca, exercí de crític literari i artístic del 1958 al 1963, i de nou a Târgu Mureș, fou editor i cap de redacció de Igaz Szó entre 1969 i 1990 i subdirector de Látó del 1990 al 1991.
Els seus primers poemes aparegueren al periòdic Budapesti Újság (1943), i a partir de llavors col·laborà amb un bon nombre d'escrits i traduccions en publicacions diverses, com ara (a més de les ja esmentades) Népszava, Új idők, Híd, Forrás, Kortárs i Nagyvilág a Budapest, i Erdélyi Helikon, Utunk, A Hét, Előre, Művészet, Új Élet, Korunk i Igaz Szó a Romania. Les seues traduccions de poetes com Mihai Eminescu, Alexandru Philippide, Ion Barbu, Camil Petrescu, Dan Deşliu, Geo Bogza, Ion Pillat, la novel·la Labirintus de Francisc Păcurariu, les proses de Tudor Arghezi, etc., tingueren un paper important en la recepció de la literatura romanesa en hongarés. Per altra banda, la seua competència en anglés, francés, italià, espanyol, català i alemany contribuí en gran manera a posar la literatura mundial a l'abast dels intel·lectuals hongaresos de Transsilvània, on va donar a conéixer obres d'autors tan diversos com ara Shakespeare, Daniel Defoe, Bernard Shaw, Ben Jonson, Dürrenmatt, Calderón, García Márquez, Vargas Llosa, Alejo Carpentier, Camões, Eça de Queiroz, i dels catalans Àngel Guimerà, Carner, Foix, Espriu, Comadira, Parcerisas, Margarit, entre molts altres.

## Algunes obres
Poesia
- Az őrült nagyúr jármában (El vehicle del senyor boig). Cluj-Napoca: Minerva, 1947.
- Lepkék szekrényben (Papallones en l'armari). Târgu Mureș: Mentor, 1994.
- Innen semerre (D'aquí a enlloc). Budapest: Enciklopédia, 1995.
- Úszó sziget (Illa flotant). Târgu Mureș: Mentor, 2002.
- Vízöntő (Aquari). Târgu Mureș: Mentor, 2005.

Assaigs, estudis i monografies
- Három klasszikus dráma. Irodalomtörténeti tanulmányok (Tres drames clàssics. Estudis d'història literària). Bucarest: Irodalmi, 1964.
- Bábel tornya. Jegyzetek a mai nyugati drámáról (Torre de Babel. Notes sobre el drama occidental d'avui). Bucarest: Irodalmi, 1966.
- Rím és rivalda (Rima i ràbia). Bucarest: Irodalmi, 1969.
- Korok, emberek (Edats, persones). Cluj-Napoca: Dacia, 1978.

Traduccions del català
- Körtánc fantomokkal (Ronda amb fantasmes), antologia de poesia catalana del segle xx. Bucarest: Kriterion, 1972.
- Vágtató lovak. XX. századi katalán költők (Cavalls al galop. Poetes catalans del segle XX). Târgu Mureș: Mentor, 1998.
- Modern katalán színház II (Antologia del teatre català modern, volum II). Budapest: Íbisz, 2001.
- Modern katalán színház I (Antologia del teatre català modern, volum I). Budapest: Íbisz, 2002.
- A Megrontó szerelem (El mal d'amor), antologia de joves poetes catalans. Târgu Mureș: Mentor, 2006.

## Poemes seus traduïts al català
- György Jánosházy i Balázs Déri, Amb el crepuscle ha arribat la tardor (Seminari de Traducció Poètica de Farrera de Pallars, IX). Barcelona: Institució de les Lletres Catalanes, Vic: Emboscall, 2006. ISBN 9788496443969

## Premis
- Medalla d'Or al Mèrit de la República d'Hongria (1997)
- Premi Arany János (2003)
- Premi dels Editors Hongaresos a Romania (2012)